# Łukasz Żok
Łukasz Żok (ur. 17 maja 2001) – polski lekkoatleta, specjalizujący się w biegach sprinterskich. W 2021 roku został halowym wicemistrzem Polski (Toruń) w biegu na 200 metrów. W 2022 roku w Toruniu zdobył halowe mistrzostwo na tym dystansie, a w Suwałkach mistrzostwo na otwartym stadionie, również na 200 metrów. Mistrz Polski w biegu na 200 metrów w 2023.

## Rekordy życiowe
- Bieg na 100 metrów (stadion) – 10,39 (4 czerwca 2023, Chorzów i 1 lipca 2023, Włocławek)
- Bieg na 200 metrów (stadion) – 20,65 (28 czerwca 2024, Bydgoszcz)
- Bieg na 200 metrów (hala) – 20,68 (6 marca 2022, Toruń) 3. wynik w polskich tabelach historycznych
- Bieg na 60 metrów (hala) – 6,75 (4 lutego 2023, Toruń)